# Coppa del mondo di corsa in montagna 2017
La Coppa del mondo di corsa in montagna 2017 si è disputata su sette prove sotto il nome di "WMRA Grand Prix". La coppa maschile è stata vinta da Alex Baldaccini, quella femminile da Alice Gaggi.

## Gare di coppa del mondo 2017
Per il 2017 le gare valevoli per la coppa del mondo erano sette, contano i migliori cinque risultati. Un atleta entra in classifica finale a condizione di aver raccolto punti in almeno due competizioni valevoli per la coppa.
| Gara | Nome della gara              | Luogo di svolgimento | Data         | Nazione  |
| ---- | ---------------------------- | -------------------- | ------------ | -------- |
| 1    | Bolognano-Velo               | Bolognano            | 28 maggio    | Italia   |
| 2    | Muttersberglauf              | Bludenz              | 4 giugno     | Austria  |
| 3    | Montée du Grand Ballon       | Willer-sur-Thur      | 11 giugno    | Francia  |
| 4    | Mondiali a Premana           | Premana              | 30 luglio    | Italia   |
| 5    | Memorial Partigiani Stellina | Susa                 | 27 agosto    | Italia   |
| 6    | Hochfelln Berglauf           | Bergen               | 24 settembre | Germania |
| 7    | Smarna Gora                  | Lubiana              | 7 ottobre    | Slovenia |

## Punteggi
Ecco come sono stati ripartiti i punti per la coppa del mondo 2017. Dal primo al ventesimo rango. Per la gara finale, la Smarna Gora, e per i campionati del mondo vengono attribuiti maggiori punti dal primo al venticinquesimo.
| Rango | Punti | Punti gara finale e mondiale |
| ----- | ----- | ---------------------------- |
| 1°    | 100   | 125                          |
| 2°    | 90    | 115                          |
| 3°    | 85    | 110                          |
| 4°    | 80    | 105                          |
| 5°    | 75    | 100                          |
| 6°    | 70    | 95                           |
| 7°    | 65    | 90                           |
| 8°    | 60    | 85                           |
| 9°    | 55    | 80                           |
| 10°   | 50    | 75                           |

| Rango | Punti | Punti gara finale e mondiale |
| ----- | ----- | ---------------------------- |
| 11°   | 45    | 70                           |
| 12°   | 40    | 65                           |
| 13°   | 35    | 60                           |
| 14°   | 30    | 55                           |
| 15°   | 25    | 50                           |
| 16°   | 20    | 45                           |
| 17°   | 15    | 40                           |
| 18°   | 10    | 35                           |
| 19°   | 5     | 30                           |
| 20°   | 2     | 25                           |

| Rango | Punti | Punti gara finale e mondiale |
| ----- | ----- | ---------------------------- |
| 21°   |       | 20                           |
| 22°   |       | 15                           |
| 23°   |       | 10                           |
| 24°   |       | 5                            |
| 25°   |       | 2                            |

## Uomini
Classifica finale
| Pos. | Atleta                 | Anno | Nazione       | Gara 1 | Gara 2 | Gara 3 | Gara 4 | Gara 5 | Gara 6 | Gara 7 | Totale |
| ---- | ---------------------- | ---- | ------------- | ------ | ------ | ------ | ------ | ------ | ------ | ------ | ------ |
| 1    | Alex Baldaccini        | 1988 | Italia        | 75     |        | 85     |        | 100    | 85     | 95     | 440    |
| 2    | Francesco Puppi        | 1992 | Italia        | 70     | 90     |        |        | 90     | 75     |        | 325    |
| 3    | Simon Lechleitner      | 1979 | Austria       |        | 55     | 80     |        | 40     | 45     | 70     | 290    |
| 4    | Bernard Dematteis      | 1986 | Italia        | 20     |        |        | 95     | 70     |        | 100    | 285    |
| 5    | Xavier Chevrier        | 1990 | Italia        | 90     |        |        | 100    | 80     |        |        | 270    |
| 6    | Cesare Maestri         | 1993 | Italia        | 85     |        |        | 65     |        |        | 115    | 265    |
| 7    | Filimon Abraham        | 1992 | Eritrea       |        | 75     |        |        |        | 80     | 110    | 265    |
| 8    | Jan Janu               | 1993 | Rep. Ceca     | 55     |        |        | 35     |        | 70     | 105    | 265    |
| 9    | Julien Rancon          | 1980 | Francia       |        |        | 90     | 75     | 55     |        |        | 220    |
| 10   | Miran Cvet             | 1968 | Slovenia      |        |        |        |        | 65     | 60     | 90     | 215    |
| 11   | Martin Dematteis       | 1986 | Italia        |        |        |        | 70     | 45     |        | 85     | 200    |
| 12   | Andrew Douglas         | 1986 | Regno Unito   | 80     |        |        | 85     |        |        |        | 165    |
| 13   | Davide Magnini         | 1997 | Italia        | 65     |        |        |        | 85     |        |        | 150    |
| 14   | Isaac Toroitich Kosgei | 1981 | Kenya         | 35     | 80     |        |        |        |        | 20     | 135    |
| 14   | Hannes Perkmann        | 1993 | Italia        | 60     |        |        |        | 75     |        |        | 135    |
| 16   | Massimiliano Di Gioia  | 1979 | Italia        |        |        |        |        | 20     | 40     | 60     | 120    |
| 17   | Jonathan Wyatt         | 1972 | Nuova Zelanda |        |        |        |        |        | 60     | 30     | 90     |
| 17   | Bruno Schumi           | 1984 | Germania      |        | 60     |        |        | 30     |        |        | 90     |
| 17   | Gasper Bregar          | 1990 | Slovenia      |        |        |        |        | 25     |        | 65     | 90     |
| 20   | Emanuele Manzi         | 1977 | Italia        | 2      |        | 70     |        |        |        |        | 72     |
| 21   | Timotej Becan          | 1996 | Slovenia      |        |        |        |        |        | 25     | 40     | 65     |
| 22   | Florian Zeister        | 1979 | Austria       |        | 25     |        |        |        | 15     |        | 40     |

## Donne
Classifica finale
| Pos. | Atleta                 | Anno | Nazione     | Gara 1 | Gara 2 | Gara 3 | Gara 4 | Gara 5 | Gara 6 | Gara 7 | Totale |
| ---- | ---------------------- | ---- | ----------- | ------ | ------ | ------ | ------ | ------ | ------ | ------ | ------ |
| 1    | Alice Gaggi            | 1987 | Italia      | 90     |        | 100    | 90     | 85     |        | 105    | 470    |
| 2    | Andrea Mayr            | 1979 | Austria     |        | 100    |        | 115    |        | 100    | 125    | 440    |
| 3    | Pavla Shorna Matyasova | 1980 | Rep. Ceca   | 60     |        | 85     | 75     |        | 80     | 110    | 410    |
| 4    | Valentina Belotti      | 1980 | Italia      | 100    |        | 90     |        |        |        |        | 190    |
| 4    | Sarah Tunstall         | 1986 | Regno Unito |        |        |        | 110    | 80     |        |        | 190    |
| 6    | Camilla Magliano       | 1985 | Italia      | 70     |        |        |        | 100    |        |        | 170    |
| 7    | Samanta Galassi        | 1988 | Italia      | 85     |        |        |        | 75     |        |        | 160    |
| 8    | Sara Bottarelli        | 1990 | Italia      | 80     |        |        | 55     |        |        |        | 135    |
| 9    | Gloria Giudici         | 1987 | Italia      | 65     |        |        |        | 60     |        |        | 125    |
| 9    | Ivana Iozzia           | 1973 | Italia      | 55     |        |        | 70     |        |        |        | 125    |
| 11   | Barbara Bani           | 1986 | Italia      | 35     |        |        |        | 55     |        |        | 90     |
| 11   | Nadia Re               | 1974 | Italia      | 20     |        |        |        | 70     |        |        | 90     |
| 13   | Karin Freitag          | 1980 | Austria     |        | 80     |        | 2      |        |        |        | 82     |